# دیگو تورس (بازیکن فوتبال، زاده ۱۹۷۸)
دیگو تورس (انگلیسی: Diego Torres؛ زادهٔ ۱۹ سپتامبر ۱۹۷۸) بازیکن فوتبال اهل اسپانیا است.
از باشگاه‌هایی که در آن بازی کرده‌است می‌توان به باشگاه فوتبال سابادل، باشگاه فوتبال لوانته، باشگاه فوتبال رایو وایکانو، و باشگاه خیمناستیک تاراگونا اشاره کرد.